# Питискус, Бартоломеус
Бартоломе́ус Пити́скус (или Бартоломео Питиск, нем. Bartholomäus Pitiscus, 1561—1613) — немецкий математик, астроном, теолог-кальвинист. Внёс вклад в развитие тригонометрии, в том числе предложил сам термин «тригонометрия» в качестве названия этой науки.

## Биография и научная деятельность
Родился в нижне-силезском городе Грюнберг (тогда княжество Глогау под австрийским управлением, ныне Зелёна-Гура, Польша). Изучал теологию сначала в Цербсте, потом в Гейдельбергском университете. Заслужив уважение как теолог, 23-летний Питискус был избран (1584) для обучения десятилетнего курфюрста Фридриха IV. Позднее некоторое время был придворным капелланом Бреслау, затем вернулся в Гейдельберг.
Помимо теологии, Питискус глубоко занимался математикой, и в особенности тригонометрией, которая получила своё название благодаря монографии Питискуса «Тригонометрия, или краткий и ясный трактат о решении треугольников» (лат. Trigonometria: sive de solutione triangulorum tractatus brevis et perspicuus). Этот фундаментальный труд в 11 книгах, изданный в Гейдельберге в 1595 году (расширенное переиздание в 1600 и в 1612 годах), излагал плоскую и сферическую тригонометрию, были подробно описаны свойства всех 6 тригонометрических функций. Монография включала тригонометрические таблицы, причём Питискус стал (наряду с Непером) одним из первых изобретателей десятичной точки как разделителя целой и дробной части числа.
В 1613 году Питискус опубликовал «Thesaurus mathematicus» — исправленный и улучшенный вариант тригонометрических таблиц Ретика. Разработал метод приближённого решения числовых уравнений (до пятой степени).
В честь учёного назван лунный кратер Питиск.